# Anika Rodríguez
Anika Elia Rodríguez (Torrance, California, 4 de enero de 1997) es una futbolista mexicana nacida en los Estados Unidos que juega como defensa en los Tigres de la UANL Femenil de la Primera División Femenil de México. Además, es internacional con la selección femenina de fútbol de México.

## Trayectoria

### Portland Thorns Football Club
En junio de 2020, Anika firmó un contrato a corto plazo con el [[barcelona de la National Women's Soccer League antes de la NWSL Challenge Cup.

### PSV Eindhoven
También en junio de 2020, Anika firmó un contrato de un año con el PSV Eindhoven de la Eredivisie Vrouwen. En abril de 2021, firmó una extensión de un año.

### Tigres de La UANL Femenil
Se convirtió en jugadora de los Tigres de la UANL Femenil en junio de 2022.

## Selección nacional
El 23 de octubre de 2021, Anika debutó con la selección de México en una victoria por 6-1 sobre Argentina en el Estadio Tepa Gómez.

## Vida personal
La hermana menor de Anika, Karina Rodríguez, también es futbolista.